# Yuri Averbakh
Yuri Averbakh, ou Yuri Lvovich Averbakh (Ю́рий Льво́вич Аверба́х; Kaluga, 8 de fevereiro de 1922 – Moscou, 7 de maio de 2022), foi um enxadrista da extinta URSS e da Rússia, que foi autor de numerosos livros sobre o jogo. Em 2012, tornou-se o Grande Mestre vivo com a idade mais avançada. Foi considerado um dos maiores especialistas em finais de todos os tempos. Participou do Torneio de Candidatos de 1953 em Zurique ficando em décimo lugar. Seus melhores resultados em torneio são em Viena (1961) e Moscou (1962) no qual dividiu o primeiro lugar com Vasyukov. Participou do Campeonato de xadrez da União Soviética quinze vezes entre 1949 e 1969 tendo sido campeão em 1949, 1950 e 1962 e ficado em segundo lugar em 1956. Suas contribuições literárias mais importantes são no trabalho editorial em Shakhmaty v SSSR e Shakhmatny biuletin que são obras de referências para os finais de jogo tendo sido traduzidos para outros idiomas.

## Biografia
Seu pai era judeu alemão, e os seus antepassados vieram da Alemanha e foram chamados de Auerbach, que significa "córrego da campina". Sua mãe era russa. Yuri se autodenomina um fatalista. Ruti Averbakh foi uma sobrevivente do Holocausto, ela passou um ano em Auschwitz em 1945.

## Morte
Averbakh morreu no dia 7 de maio de 2022, aos 100 anos de idade.